# Tanaopsis kerguelenensis
Tanaopsis kerguelenensis är en kräftdjursart som beskrevs av Sueo M. Shiino 1979. Tanaopsis kerguelenensis ingår i släktet Tanaopsis, överfamiljen Paratanaoidea, ordningen tanaider, klassen storkräftor, fylumet leddjur och riket djur. Inga underarter finns listade i Catalogue of Life.